# Sully Island
Sully Island är en ö i Storbritannien.   Den ligger i kommunen Vale of Glamorgan och riksdelen Wales, i den södra delen av landet, 210 km väster om huvudstaden London. Arean är 0,14 kvadratkilometer.
Terrängen på Sully Island är mycket platt. Öns högsta punkt är 8 meter över havet. 